# Jury Duty
Jury Duty är en amerikansk komediserie från 2023 skapad av Lee Eisenberg och Gene Stupnitsky. Första säsongen bestod av 8 avsnitt och hade premiär den 7 april 2023.

## Handling
Serien kretsar kring den 30-årige solpanelsinstallatören Ronald Gladden som blir utvald till jurytjänst till en vad han tror verklig rättegång. Vad han inte vet är att alla inblandade förutom han själv är skådespelare. En av personerna i fejkade juryn spelas av James Marsden som spelar en parodiversion av sig själv.